# 鲁穆勒
鲁穆勒（法語：Roumoules，法語發音：[ʁumul]）是法国上普罗旺斯阿尔卑斯省的一个市镇，属于迪涅莱班区。

## 地理
鲁穆勒（43°49'32"N, 6°7'48"E）面积26.04 平方千米，位于法国普罗旺斯-阿尔卑斯-蓝色海岸大区上普罗旺斯阿尔卑斯省，该省份为法国东南部内陆省份，北起上阿尔卑斯省，西接沃克吕兹省，西北接德龙省，南至瓦尔省，东临滨海阿尔卑斯省，东北部与意大利接壤。
与鲁穆勒接壤的市镇（或旧市镇、城区）包括：蒙塔尼亚克-蒙珀扎、穆斯捷圣玛丽、皮穆瓦松、里耶兹、韦尔东河畔圣克鲁瓦。

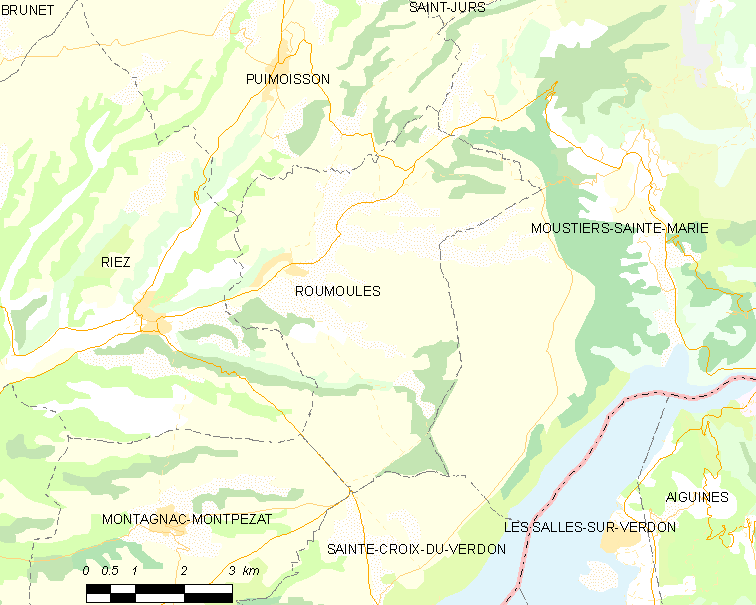
鲁穆勒的OSM定位图

鲁穆勒的时区为UTC+01:00、UTC+02:00（夏令时）。

## 行政
鲁穆勒的邮政编码为04500，INSEE市镇编码为04172。

## 政治
鲁穆勒所属的省级选区为里耶兹县。

## 人口

1962-2008年间鲁穆勒人口变化图示

鲁穆勒于2022年1月1日时的人口数量为732人。